# Hrabstwo Cumberland (Kentucky)

Piramida wieku hrabstwa

Hrabstwo Cumberland – hrabstwo w USA, w stanie Kentucky. Według danych z 2000 roku, hrabstwo zamieszkiwało 7147 osób. Siedzibą administracyjną jest Burkesville.
Hrabstwo należy do nielicznych hrabstw w Stanach Zjednoczonych należących do tzw. dry county, czyli hrabstw gdzie decyzją lokalnych władz obowiązuje całkowita prohibicja.

## Miasta
- Burkesville
- Marrowbone (CDP)